# Maud van der Meer
Maud van der Meer, née le 20 mai 1992 à Eindhoven, est une nageuse néerlandaise.

## Carrière
En 2011, elle remporte son premier titre national sur le 100 m nage libre.
Elle a remporté la médaille d'argent du relais 4 × 100 m nage libre aux championnats d'Europe 2014.
Lors des championnats du monde 2014, elle participe aux relais 4 × 100 m nage libre et 4 × 200 m nage libre où les Néerlandaises remportent la médaille d'or et battent le record du monde dans les deux cas.

## Palmarès

### Championnats du monde

#### En grand bassin
- Championnats du monde 2011 à Shanghai (Chine) : 
  -  Médaille d'or au titre du relais 4 × 100 m nage libre[1]
- Championnats du monde 2015 à Kazan (Russie) :
  -  Médaille d'argent au titre du relais 4 × 100 m nage libre
- Championnats du monde 2017 à Budapest (Hongrie) :
  -  Médaille d'argent au titre du relais 4 × 100 m nage libre mixte[1]
  -  Médaille de bronze du relais 4 × 100 m nage libre

#### En petit bassin
- Championnats du monde 2014 à Doha (Qatar) : 
  -  Médaille d'or au titre du relais 4 × 100 m nage libre
  -  Médaille d'or au titre du relais 4 × 200 m nage libre

### Championnats d'Europe

#### En grand bassin
- Championnats d'Europe 2014 à Berlin (Allemagne) :
  -  Médaille d'argent au titre du relais 4 × 100 m nage libre
- Championnats d'Europe 2016 à Londres (Royaume-Uni) :
  -  Médaille d'or au titre du relais 4 × 100 m nage libre
  -  Médaille d'or au titre du relais 4 × 100 m nage libre mixte